# Béns virtuals
Els béns virtuals són objectes no físics i els diners adquirits per utilitzar en comunitats en línia o jocs en línia. Els béns digitals, d'altra banda, poden ser una categoria més ampla incloent-hi llibres digitals, música, i pel·lícules. Els béns virtuals són intangibles per definició.
Incloent regals digitals i roba digital per avatars, els béns virtuals poden ser classificats com serveis en comptes de béns i normalment són venuts per empreses que operen serveis de treball en xarxa, llocs de comunitat o jocs en línia. Les vendes de béns virtuals són denominades microtransaccions, i els jocs que utilitzen aquest model són normalment denominats jocs freemium.

## Diners virtuals
Els diners virtuals s'utilitzen per comprar béns virtuals dins d'una varietat de comunitats en línia que inclouen pàgines web de treball en xarxa, mons virtuals i en línia gaming llocs.
Coonductores clau d'ingressos dins de mitjans de comunicació socials, les monedes virtuals són específiques de cada joc i serveixen únicament per la compra de béns dins del mateix món virtual. Els personatges o avatars en mons virtuals tenen pertenències dins del context del món virtual i els usuaris reuneixen la moneda virtual de cada joc per adquirir terra, subministraments i diversos elements per avançar en el joc i guanyar punts.

## Història
Els primers béns virtuals per ser venuts eren elements per ús en MUDs, antics jocs línia multijugador al sistema PLATO i jocs de text en altres ordinadors. Aquesta pràctica va continuar amb l'adveniment dels MMORPGs. Els jugadors venien béns virtuals, com espases, monedes, pocions, i avatars, en el sector informal. Mentre aquesta pràctica està prohibida a la majoria de jocs blockbuster en línia, com World of Warcraft, molts jocs en línia ara deriven ingressos de la venda de béns virtuals.
Quan Iron Realms Entertainment va començar a subhastar elements a jugadors del seu MUD, Achaea, Dreams of Divine Lands, el 1997, va esdevenir la primera empresa a beneficiar-se de la venda de béns virtuals. Però no va ser fins als 2000s, amb empreses líders com Cyworld, que es van legitimar els ingressos per la venta de béns virtuals
Els béns virtuals poden continuar sent un fenomen principalment asiàtic, ja que entre 2007-2010 el 70% de les vendes mundials es van realitzar en aquesta regió.

### Ingressos
El 2009, jocs de xarxes socials com Facebook, jocs que principalment deriven ingressos de la venda de béns virtuals, van suposar el guany de mil milions de dòlars. A tot el món, es van guanyar més de set mil milions de dòlars americans de béns virtuals aquell mateix any.
Les estimacions del mercat futur d'aquests petits articles varien enormement segons qui faci la predicció. Segons un analista vendes del 2013 serien de 4.000 milions de dòlars EUA i un any més tard arribarien als 14.000 milions segons un analista diferent.
El 2010, una estació espacial virtual en el joc Entropia Universe va ser venuda per 330,000$.
El popular joc Fortnite: Battle Royale va generar més d'1$ bilions d'ingressos a través de totes les plataformes. Aquests ingressos provenen enterament de compres dins del joc, les quals — en el cas de Fortnite — no ofereixen cap avantatge competitiu al joc.

## Recerca
En els jocs en línia, es poden perdre béns virtuals a causa de motius inesperats. Això comporta problemes tant per als proveïdors de serveis com per als compradors. Les tècniques de xifratge que s'utilitzen principalment per a altres propòsits també poden proporcionar funcionalitat en aquests casos. Aquestes poden incloure control d'accés, hashing, xifratge, certificats digitals i empremta digital.

## Venda il·lícita
Tot i que moltes empreses han acceptat l'intercanvi d'efectiu per béns virtuals, la pràctica està prohibida en la majoria dels jocs blockbuster que obtenen ingressos de les quotes de subscripció. Això no dissuadeix a tots els jugadors de comprar de manera il·lícita monedes dins del joc amb efectiu del món real d'una font alternativa, violant el seu acord amb l'operador del joc en el procés.
L'Estat xinès va il·legalitzar la pràctica de comprar béns reals amb monedes virtuals al 2009, fet que havia esdevingut popular dins algunes parts del país.

## Proveïdors de béns virtuals
- Cellufun[16]
- Changyou[17]
- Cyworld[7]
- Facebook[18]
- Gaia online[2]
- Habbo hotel[2]
- Hi5[19]
- Hotornot[2]
- IMVU[20]
- Kongzhong[21]
- Nexon[22]
- Ning[23]
- Iron Realms Entertainment[6]
- Playdom[24]
- Playfish[25]
- Second Life Marketplace[26]
- RuneScape[27]
- Slide.com[28]
- SmallWorlds[29]
- Sony Online Entertainment[30]
- Valve[31]
- Tencent[2]
- World of Warcraft[32]
- Xbox Live Marketplace[33]
- Zynga[34]
- Flirtomatic[35]
- OPSkins[36]